# Dasymys rufulus
Il ratto ispido rossiccio (Dasymys rufulus  Miller, 1900) è un roditore della famiglia dei Muridi diffuso nell'Africa occidentale.

## Descrizione
Roditore di medie dimensioni, con la lunghezza della testa e del corpo tra 130 e 170 mm, la lunghezza della coda tra 120 e 160 mm, la lunghezza del piede tra 30 e 35 mm, la lunghezza delle orecchie tra 17 e 21 mm e un peso fino a 125 g.

### Aspetto
La pellicce è fine e ruvida. Le parti superiori sono marroni chiare leggermente brizzolate e con dei riflessi rossastri, i fianchi sono giallo-ocra, mentre le parti ventrali sono giallo-crema. Le orecchie sono piccole, arrotondate e densamente ricoperte di piccoli peli brunastri. Il dorso dei piedi è marrone. La coda è lunga circa quanto la testa ed il corpo, marrone scura sopra e leggermente più chiara sotto. Sono presenti 10 anelli di scaglie per centimetro. Il cariotipo è 2n=36 FN=44.

## Biologia

### Comportamento
È una specie semi-acquatica e notturna. 

### Alimentazioni
Si nutre di piante acquatiche.

### Riproduzione
Danno alla luce 2-3 piccoli dopo 32 giorni di gestazione.

## Distribuzione e habitat
Questa specie è diffusa nel Senegal occidentale e meridionale, Guinea-Bissau, Guinea, Sierra Leone, Liberia, Costa d'Avorio, Ghana, Togo, Benin, Nigeria occidentale e meridionale, Mali e Burkina Faso meridionali.
Vive nelle zone umide e nelle paludi.

## Conservazione
La IUCN Red List, considerato il vasto areale e la popolazione numerosa, classifica D.rufulus come specie a rischio minimo (Least Concern).